# Hylozoizm
Hylozoizm (gr. ὕλη hyle „materia” i ζωή zoē „życie”)  – koncepcja filozoficzna ożywionej materii; pogląd, według którego zasada ruchu jest jej immanentna.
Powstał na tle przekonań przedfilozoficznych typowych dla animizmu. Został sformułowany przez Talesa z Miletu w twierdzeniu: „wszystko jest ożywione, jak to widać w bursztynie i magnesie”. Do hylozoistów należeli m.in. także pozostali (prócz Talesa z Miletu) tzw. filozofowie jońscy, czyli Anaksymenes i Anaksymander, ponadto Heraklit, Leukippos czy Demokryt.
Hylozoizmowi ostro przeciwstawili się np. pitagorejczycy, Empedokles czy Anaksagoras. Do koncepcji hylozoistycznej powracali w filozofii hellenistycznej, np. epikurejczycy czy stoicy oraz Giordano Bruno, Bernardino Telesio, Voltaire a współcześnie – Pierre Teilhard de Chardin.